# Football australien aux Jeux olympiques d'été de 1956
 (décembre 2024).
Le Football australien fait partie des deux sports de démonstration présents au programme olympique officiel des Jeux olympiques d'été de 1956. L'article 43 du règlement du CIO stipulait que le comité d'organisation peut ajouter au programme des démonstrations de deux sports, l'un étant un sport national, l'autre un sport non pratiqué dans le pays organisateur (en l'occurrence le baseball).
Un seul match est programmé le 7 décembre à 16h10 au Melbourne Cricket Ground entre deux équipes australiennes : le club du Victorian Amateur Football Association (VAFA) et une équipe combinée des Victorian Football League (VFL) et Victorian Football Association (VFA).
Devant une foule de 30 000 spectateurs, la VAFA crée la surprise en s'imposant par 26 points face à la VFL/VFA.

## Feuille de match
| Période         | VAFA | VAFA     | VAFA  | VFL & VFA | VFL & VFA | VFL & VFA |
| Période         | Buts | Arrières | Total | Buts      | Arrières  | Total     |
| --------------- | ---- | -------- | ----- | --------- | --------- | --------- |
| 1er quart-temps | 6    | 1        | 37    | 1         | 0         | 6         |
| 2e quart-temps  | 3    | 3        | 21    | 5         | 0         | 30        |
| 3e quart-temps  | 2    | 4        | 16    | 0         | 2         | 2         |
| 4e quart-temps  | 1    | 1        | 7     | 2         | 5         | 17        |
| Score total     | 12   | 9        | 81    | 8         | 7         | 55        |

Légende : G : nombre de buts (goals) marqués, B : nombre d'arrières (behind) marqués, T : score final

## Source
- (en) [PDF] Le rapport officiel du comité organisateur des Jeux du XVI Olympiade Melbourne 1956, p. 713-714